# Hibiscus discolorifolius
Hibiscus discolorifolius är en malvaväxtart som beskrevs av Bénédict Pierre Georges Hochreutiner. Hibiscus discolorifolius ingår i Hibiskussläktet som ingår i familjen malvaväxter. Inga underarter finns listade i Catalogue of Life.